# Клотильда Савойская
Клоти́льда Саво́йская (итал. Maria Clotilde di Savoia, фр. Marie-Clothilde de Savoie, 2 марта 1843, Королевский дворец в Турине, Турин — 25 июня 1911, Монкальери, Пьемонт или причина смерти) — дочь короля Виктора Эммануила II Сардинского, впоследствии первого короля единой Италии.

## Биография
В 1859 году вышла замуж за Наполеона Жозефа (известного как «Принц Наполеон» или «Плон-Плон»), сына Жерома Бонапарта, согласно желанию её отца и Наполеона III. У них было два сына и дочь:
- Виктор (1862—1926), впоследствии глава дома Бонапартов
- Луи Наполеон Жозеф Жером Бонапарт (16/07 1864 — 4/10 1932), русский генерал
- Летиция (1866—1926), замужем за своим дядей, королём Испании, Амадеем I.

При тюильрийском дворе Клотильда держалась в стороне и одиноко, не сочувствуя господствовавшим там нравам. Когда её муж в 1872 был изгнан из Франции, Клотильда последовала за ним, но не вернулась во Францию, когда он получил разрешение поселиться на родине, а осталась в замке Монкалиери, около Турина.